# Pâlis
Palis é uma ex-comuna francesa na região administrativa de Grande Leste, no departamento de Aube. Estendeu-se por uma área de 20,89 km². Em 2010 a comuna tinha 620 habitantes (densidade: 29,7 hab./km²).
Em 1 de janeiro de 2016 foi fundida com as comunas de Aix-en-Othe e Villemaur-sur-Vanne para a criação da nova comuna de Aix-Villemaur-Pâlis..